# Сотникова, Ольга Александровна
Ольга Александровна Сотникова (род. 23 июня 1965, Архангельская область) — российский педагог и управленец, доктор педагогических наук, доцент, ректор Сыктывкарского государственного университета (2016—н. в.).

## Биография
Родилась 23 июня 1965 года в Архангельской области.
В 1982—1987 годах обучалась в Архангельском государственном педагогическом институте (позднее — Поморский государственный университет, ПГУ) по специальности «Математика и физика».
В 1987—1990 годах преподавала математику и физику в средней школе в посёлке Черёмушский Котласского района Архангельской области.
Обучалась в аспирантуре Российского государственного педагогического университета, в 1996 году защитила диссертацию «Методологический подход к изучению теоретического материала курса алгебры и теории чисел в педвузе» по специальности «Теория и методика обучения и воспитания» и получила учёную степень кандидата педагогических наук.
В 1990—2005 годах работала в Коряжемском филиале ПГУ, являлась ассистенткой, старшей преподавательницей, доцентом, заведующей кафедрой высшей математики, деканом математического факультета, заместителем директора по учебной и научной работе.
В 2002 году получила учёное звание доцента по кафедре методики преподавания математики.
В 2005—2009 годах работала в Коми республиканской академии государственной службы и управления, являлась доцентом.
В 2009 году в Московском городском педагогическом университете защитила диссертацию «Организация деятельности студентов по раскрытию содержательных связей в курсе алгебры» по научной специальности «Теория и методика обучения и воспитания» и получила учёную степень доктора педагогических наук.
В 2009—2016 годах работала в Ухтинском государственном техническом университете, являлась профессором кафедры высшей математики, а с 2010 года — проректором по учебно-методической работе и дополнительному образованию, директором Института фундаментальной подготовки и заведующей кафедрой философии и методологии образования.
В 2016 году была назначена и. о. ректора Сыктывкарского государственного университета и профессором кафедры физико-математического и информационного образования, в 2020 году была избрана ректором.
Имеет сына и дочь.

## Научная деятельность
Сфера научных интересов — теория и методика обучения высшей математике, профессиональное образование.
Является автором более 150 научных и научно-методических публикаций, в том числе 89 в журналах, входящих в РИНЦ, 24 — в журналах из списка ВАК. Индекс Хирша по РИНЦ — 7, по ядру РИНЦ — 2.
Является главным редактором научного журнала «Вестник Сыктывкарского университета. Серия 1: Математика. Механика. Информатика».